# Pozonia dromedaria
Pozonia dromedaria is een spinnensoort in de taxonomische indeling van de wielwebspinnen (Araneidae).
Het dier behoort tot het geslacht Pozonia. De wetenschappelijke naam van de soort werd voor het eerst geldig gepubliceerd in 1893 door Octavius Pickard-Cambridge.